# خیابان یانگ
خیابان یانگ (به انگلیسی: Yonge Street) یکی از اصلی‌ترین و مهم‌ترین خیابان‌های تورنتو و حومه، در انتاریوی کانادا است. این خیابان، که ایالات متحدهٔ آمریکا را به کانادا وصل کرده، قبلاً در کتاب رکوردهای جهان گینس به‌عنوان درازترین خیابان جهان به طول ۵۶۶۶ کیلومتر ثبت شده بود. همچنین، جزو آثار تاریخی ملی کانادا به حساب می‌آید؛ و از ساحل دریاچهٔ انتاریو تا تاندربی کشیده شده‌است.
خیابان یانگ در ساخت و طراحی تورنتو و انتاریو نقش اساسی را بازی می‌کند، و حتی اولین متروی کانادا نیز در این محل راه‌اندازی شد.
خیابان یانگ از نظر توریستی برای تورنتو اهمیت زیادی دارد؛ زیرا محل اصلی یا نزدیک به محل بسیاری از جذابیت‌های گردشگری مانند تئاتر، مرکز خرید ایتون، موزهٔ هاکی، روزنامهٔ تورنتو استار و میدان داندس کانادا است.

## تاریخچه
ساخت خیابان یانگ به سال ۱۷۹۳ زمان درگیری جنگ بین فرانسه و بریتانیا و نگرانی‌های سیاسی آن زمان در آمریکای شمالی برمی گردد. در سال‌های بعد به دلایل مختلف به طول خیابان افزوده می‌شد. هم‌اکنون محل آغاز ساخت این خیابان به حالت یادبودی مشخص شده‌است. خیابان یانگ که در قدیم بیشتر جاده‌ای برای حمل و نقل بود، در سال ۱۸۱۲ نقش نظامی مهمی را ایفا کرد.

## گشت و گذار
این خیابان بسیار زنده و پرجمعیت است اما شلوغ و بی نظم نیست.
تعداد زیادی از بازیگران، نقاشان، شعبده بازان و نوازندگان و خوانندگان آماتور، کسانی که کارهای محیرالعقول انجام می‌دهند، در گوشه و کنار این خیابان برنامه اجرا می‌کنند. اولین چیزی که بازدیدکنندگان بعد از دیدن این خیابان می‌گویند، مراکز خرید و وفور همه نوع کالا و سرگرمی، و بهترین رستورانها و سرزندگی شهر است.
دیگر دیدنیهای این خیابان: ایستگاه یونیون: قدیمی‌ترین ایستگاه قطار تورنتو _ بازار سنت لورنس: یکی از قدیمی‌ترین مراکز تولید مواد غذایی – سینما AMC: از قدیمی‌ترین خانه‌های سینما _ و بزرگترین مرکز فروش کتاب دنیا، در شمال و غرب داندس می‌باشد.